# Gunnel Lindblomová
Gunnel Märtha Ingegärd Lindblomová (18. prosince 1931 Göteborg – 24. ledna 2021) byla švédská herečka a režisérka. Působila v divadlech v Göteborgu, Malmö a Uppsale, v roce 1968 se stala členkou stockholmského Královského dramatického divadla.
Patřila k okruhu nejbližších spolupracovníků Ingmara Bergmana, hrála v jeho filmech Sedmá pečeť, Lesní jahody, Pramen panny, Hosté večeře Páně, Mlčení a Scény z manželského života. Ztvárnila také titulní postavu v televizní adaptaci Slečny Julie pro BBC. Od 70. let se věnovala divadelní režii, spolupracovala také s televizí a v roce 1977 natočila celovečerní film Rajské místo podle románu Ully Isakssonové.
V roce 1989 získala O'Neillovo stipendium a v roce 2002 převzala cenu Zlatohlávek za celoživotní dílo.
Jejím manželem byl v letech 1960–1970 profesor medicíny Sture Helander, mají tři děti.